# Hasina
Hasina je vesnice v okrese Nymburk, je součástí obce Rožďalovice. Nachází se asi 2,5 kilometru severně od Rožďalovic.

## Historie
První písemná zmínka o vesnici pochází z roku 1405.

## Přírodní poměry
Podél východního okraje vesnice protéká Hasinský potok, který napájí rybník Hasina. Rybník se svými břehy a potoční nivou severně od něj tvoří jednu z částí přírodní památky Dymokursko.

## Další fotografie

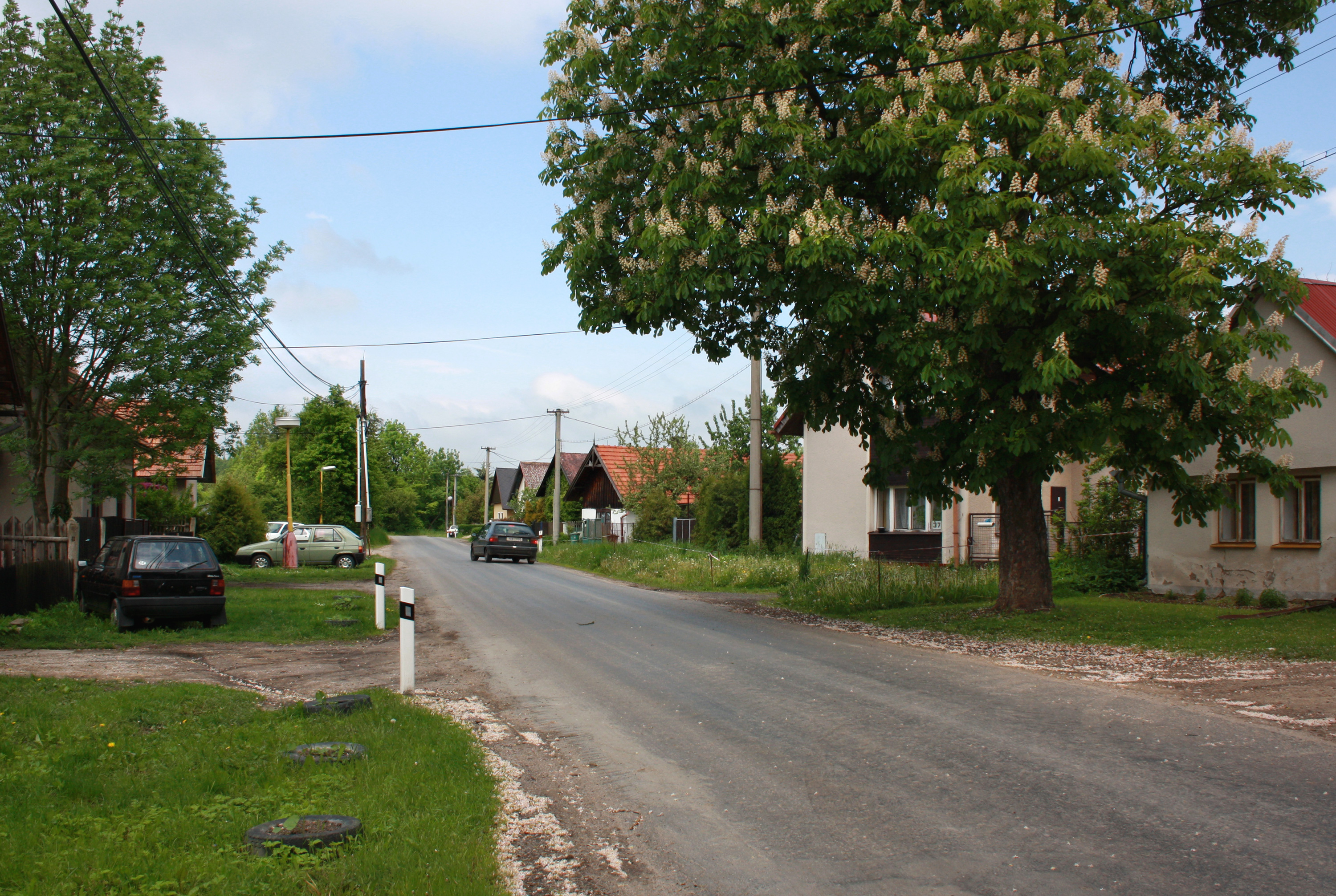
Hlavní silnice
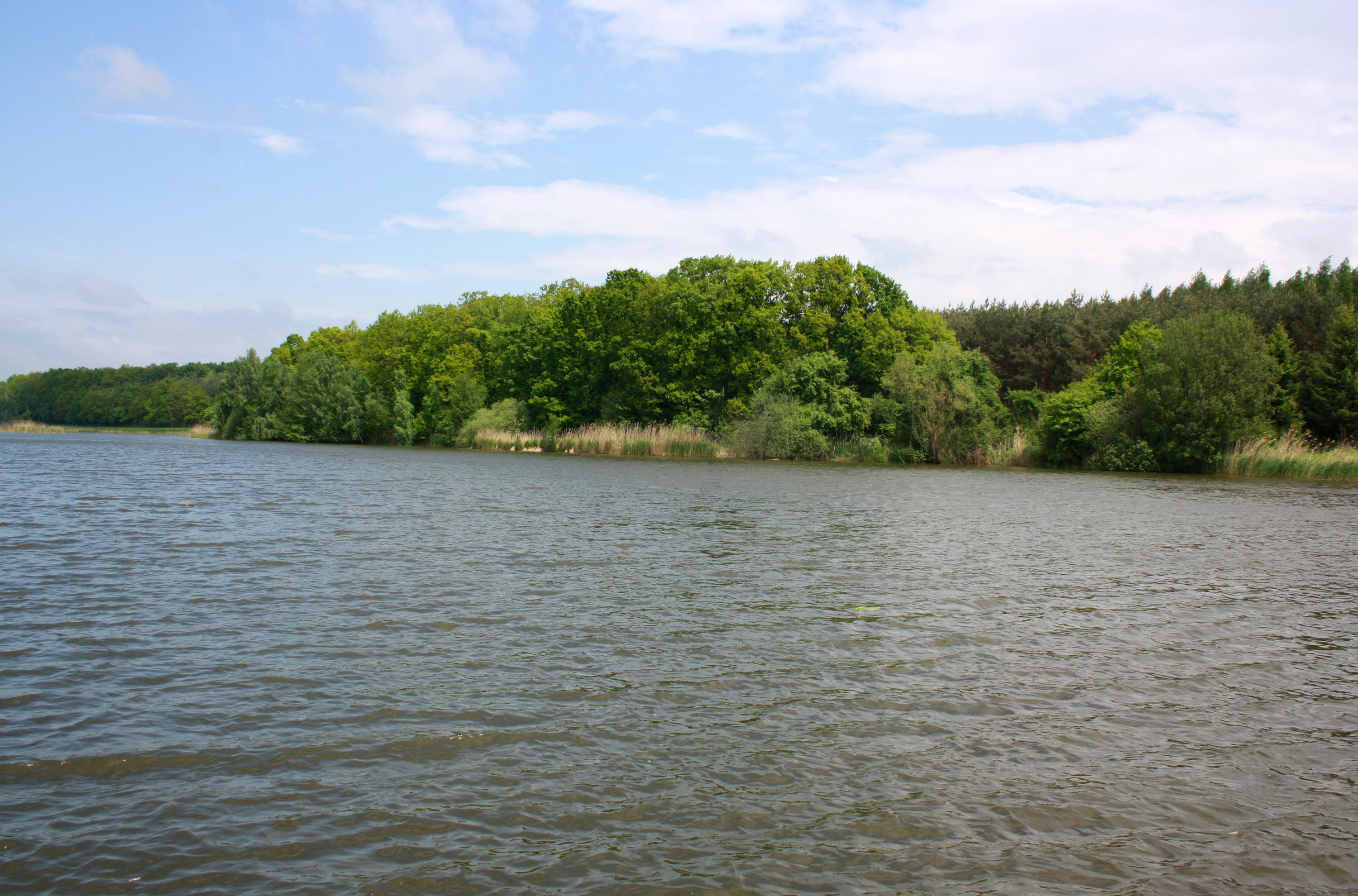
Rybník Hasina na severu